# Kevin McCullar Jr.
Kevin Dewayne McCullar jr. (San Antonio, 15 marzo 2001) è un cestista statunitense, professionista nella NBA con i New York Knicks e in G League con i Westchester Knicks.

## Carriera
Dopo aver trascorso la carriera collegiale giocando per cinque anni, prima per i Texas Tech Raiders e poi per i Kansas Jayhawks, viene scelto con la 56ª scelta assoluta al draft NBA 2024 dai Phoenix Suns, venendo poi scambiato ai New York Knicks.

## Statistiche

### College
| Anno      | Squadra         | PG  | PT  | MP   | TC%  | 3P%  | TL%  | RP  | AP  | PRP | SP  | PP   |
| --------- | --------------- | --- | --- | ---- | ---- | ---- | ---- | --- | --- | --- | --- | ---- |
| 2019-2020 | TTU Red Raiders | 29  | 6   | 18,6 | 51,2 | 28,6 | 72,5 | 3,2 | 0,7 | 1,2 | 0,3 | 6,0  |
| 2020-2021 | TTU Red Raiders | 20  | 19  | 30,4 | 41,6 | 28,3 | 70,4 | 6,3 | 2,1 | 1,7 | 0,8 | 10,4 |
| 2021-2022 | TTU Red Raiders | 29  | 24  | 29,9 | 40,2 | 31,1 | 72,5 | 4,6 | 3,1 | 1,4 | 0,2 | 10,1 |
| 2022-2023 | Kansas Jayhawks | 34  | 33  | 30,6 | 44,4 | 29,6 | 76,1 | 7,0 | 2,4 | 2,0 | 0,7 | 10,7 |
| 2023-2024 | Kansas Jayhawks | 26  | 26  | 34,2 | 45,4 | 33,3 | 80,5 | 6,0 | 4,1 | 1,5 | 0,4 | 18,3 |
| Carriera  | Carriera        | 138 | 108 | 28,6 | 44,1 | 30,9 | 75,6 | 5,4 | 2,4 | 1,6 | 0,5 | 11,0 |

### NBA

#### Regular Season
| Anno      | Squadra     | PG | PT | MP  | TC%  | 3P% | TL% | RP  | AP  | PRP | SP  | PP  |
| --------- | ----------- | -- | -- | --- | ---- | --- | --- | --- | --- | --- | --- | --- |
| 2024-2025 | N.Y. Knicks | 4  | 0  | 7,3 | 28,6 | 0,0 | 100 | 2,0 | 0,5 | 0,3 | 0,3 | 1,5 |
| Carriera  | Carriera    | 4  | 0  | 7,3 | 28,6 | 0,0 | 100 | 2,0 | 0,5 | 0,3 | 0,3 | 1,5 |

### G League
| Anno      | Squadra        | PG | PT | MP   | TC%  | 3P%  | TL%  | RP  | AP  | PRP | SP  | PP   |
| --------- | -------------- | -- | -- | ---- | ---- | ---- | ---- | --- | --- | --- | --- | ---- |
| 2024-2025 | Westch. Knicks | 13 | 9  | 27,8 | 39,3 | 22,2 | 78,8 | 4,9 | 4,2 | 1,6 | 0,5 | 11,6 |
| Carriera  | Carriera       | 13 | 9  | 27,8 | 39,3 | 22,2 | 78,8 | 4,9 | 4,2 | 1,6 | 0,5 | 11,6 |